# Johann Till der Jüngere

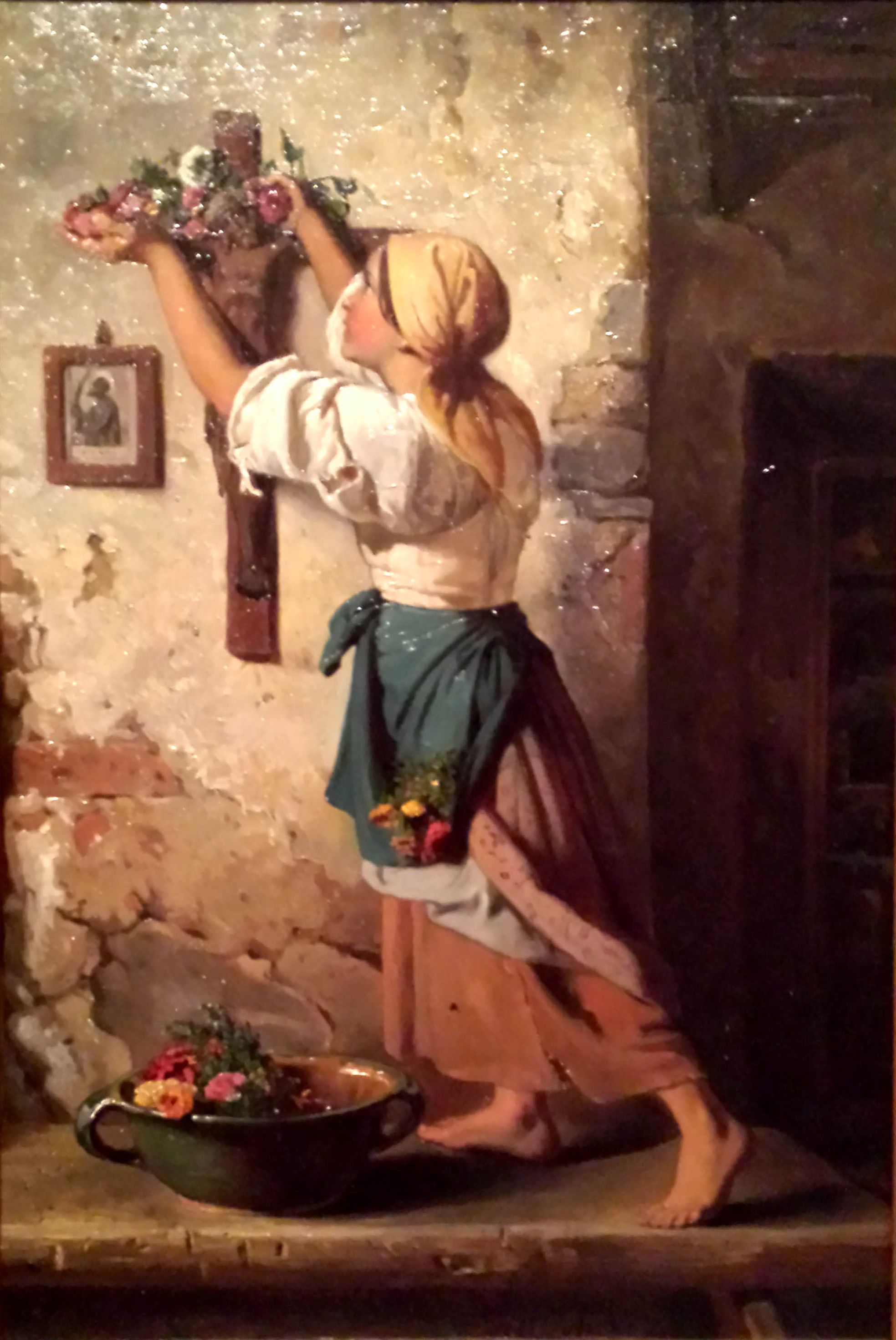
„Blumenschmuck für das Kruzifix“, Johann Till der Jüngere

Johann Till der Jüngere (geboren am 19. Juli 1827 in Wien; gestorben am 21. November 1894 ebenda) war ein österreichischer Maler. 

## Leben
Er erhielt seine erste Ausbildung bei seinem Vater, Johann Till dem Älteren (geb. 1800 in Hohenstadt, Mähren, gest. am 23. Januar 1889 in Wien), der primär Genreszenen malte. Johann Till der Jüngere studierte von 1841 bis 1847 sowie von 1849 bis 1865 an der Akademie der bildenden Künste Wien. Von 1852 bis 1858 sowie von 1860 bis 1862 besuchte er die Meisterschule unter Leopold Kupelwieser, von dem er wesentlich beeinflusst wurde. Von 1862 bis 1865 besuchte er die Meisterschule von Christian Ruben. 1849 erhielt er den Lampi-Preis. Er unternahm zahlreiche Reisen nach Italien, Deutschland (Düsseldorf) und Frankreich. Seine Genreszenen, die seine Vorlieben zum Detail und zur Farbe aufweisen, wurden in der Kunstakademie in Wien ausgestellt. Er war ein sensibler Beobachter seiner Umgebung. Oft malte er auch Nutztiere. Sein Bruder Leopold Till war ebenfalls ein bekannter Maler.
1847 stellte Johann Till der Jüngere zum ersten Mal auf der Jahresausstellung der Akademie der bildenden Künste in Wien aus. Zwischen 1851 und 1872 war er vor allem auf den Ausstellungen des Österreichischen Kunstvereins vertreten. Johann Till der Jüngere widmete sich mit besonderer Hingabe der Genremalerei und Historienmalerei. Ab 1870 war Till Mitglied der Genossenschaft der bildenden Künstler Wiens (Künstlerhaus).
Das Wiener Belvedere besitzt 26 Kunstwerke von Johann Till dem Jüngeren. So zum Beispiel „Selbstbildnis als Dominikaner“, „Gottfried von Bouillon begrüßt das gelobte Land (1854)“, „Heimkehrende Kreuzfahrer“. Im Roten Salon des Stiftes Klosterneuburg befindet sich das Gemälde „Marzellin Ortner verteidigt Klosterneuburg“. Im Wiener Auktionshaus ImKinsky wurde 2017 das Werk „Blumenschmuck für das Kruzifix“ versteigert. Im Wiener Auktionshaus Dorotheum wurde 2014 „Ein Blumengruß“ versteigert, im Jahr 2015 „Die Plünderung“ und im Jahr 2016 „Zwei Kreuzritter finden toten Pilger in felsiger Wüstenlandschaft“.

## Werke
- „Zwei Kreuzritter finden toten Pilger in felsiger Wüstenlandschaft“
- „Die Heimkehr des Kreuzritters“
- „Landsknechte mit einem Hund“
- „Die Klosterbeute“
- „Die Beute des Ritters“
- „Ein Festschmaus für den Ritter“
- „Die Brautfahrt“
- „Der Besuch beim Großvater“
- „Reisigsammler im Wienerwald“